# Karakószörcsök
Karakószörcsök es un pueblo ubicado en el distrito de Devecser, en el condado de Veszprém, Hungría.

## Superficie
Posee una superficie de 7,110 kilómetros cuadrados.

## Demografía
Hasta 2019 la población era de 269 habitantes, con una densidad de población de 37,83 habitantes por kilómetro cuadrado.